# 10 nap anyu nélkül
A 10 nap anyu nélkül (eredeti cím: 10 jours sans maman) 2020-ban bemutatott francia filmvígjáték, amelyet Ludovic Bernard rendezett. A 2017-ben megjelent Anya elment nyaralni című argentin vígjáték remakeje. A főbb szerepekben Franck Dubosc, Aure Atika és Alice David látható.
Franciaországban 2020. február 19-én mutatták be a mozikban. Magyarországon február 27-én jelent meg a Big Bang Media forgalmazásában.
A folytatás, 10 nap anyu nélkül 2. címmel jelent meg 2023-ban.

## Cselekmény
Antoine Mercier, egy grasse-i barkácsbolt HR igazgatója, nős, négy gyermeke van. Felesége, Isabelle, aki jogot tanult, ma már gondoskodó családanya. Antoine egy grillezés során Audrey nevű nővérével együtt rájön, hogy Isabelle már régen feladta utazási vágyát, nincs férje és gyerekei, és hogy évek óta mindent otthonról intéz, míg Antoine csendben elmegy dolgozni. Antoine azt hiszi, Isabelle biztonságban van otthon, miután a gyerekeket kitették az iskolában, és egyáltalán nincs tisztában azzal, milyen lelki terhet jelent négy energikus gyermek és a hozzájuk tartozó időbeosztás kezelése.
Egy este Isabelle bejelenti Antoine-nak és gyerekeinek, hogy 10 napra Míkonoszra utazik a testvérével. Antoine-nak most négy gyermekéről kell gondoskodnia, miközben meg kell küzdenie Thierry Di Caprióval, egy fiatal feltörekvő versenyzővel, aki hozzá hasonlóan az üzletvezetői állásra pályázik.

## Szereplők
| Szerep            | Színész            | Magyar hang         |
| ----------------- | ------------------ | ------------------- |
| Antoine Mercier   | Franck Dubosc      | Gyabronka József    |
| Isabelle Mercier  | Aure Atika         | Kisfalvi Krisztina  |
| Julia             | Alice David        | Ligeti Kovács Judit |
| Thierry Di Caprio | Alexis Michalik    | Bozsó Péter         |
| Arthur Mercier    | Swan Joulin        | Nagy Gereben        |
| Chloé Mercier     | Violette Guillon   | Csikos Léda         |
| Maxime Mercier    | Ilan Debrabant     | Gáll Dávid          |
| Joseph Mercier    | Evan Paturel       | Fehérvári Júlia     |
| Christine         | Karina Marimon     | Ősi Ildikó          |
| Maria             | Gaëlle Jeantet     | Tóth Szilvia Andrea |
| Roland Chassagne  | Daniel Martín      | Forgács Gábor       |
| Didier Richaud    | Laurent Bateau     | Kapácsy Miklós      |
| Audrey            | Héléna Noguerra    | Kiss Erika          |
| Paul              | Marc Bodnar        | Háda János          |
| Iskolaigazgató    | Françoise Miquelis | Csere Ágnes         |

### Magyar változat
- Főcím: Nagy Sándor
- Magyar szöveg: Pataricza Eszter
- Hangmérnök: Kiss István
- Vágó: Kajdácsi Brigitta
- Gyártásvezető: Fehér József
- Szinkronrendező: Marton Bernadett

A szinkront a Mafilm Audio Kft. készítette el.

## A film készítése
A film forgatása 2019. május 13-án kezdődött, és 8 héten át tartott Vaucresson és Grasse régiókban. A projekt a Soyouz Films és a StudioCanal koprodukciójában készült.